# Konrad von Pegau
Konrad von Pegau (* vor 1418; † 1423) war von 1394 bis 1423 Abt des Klosters Pegau und von 1418 bis 1419 Abt des Klosters St. Gallen.

## Leben
Über Konrads familiäre Herkunft ist nichts bekannt. Er war 1375 Kustos und später Prior des Klosters Pegau. Pegau liegt in der Diözese Merseburg. Am 12. Juni 1394 wurde Konrad als Nachfolger des Gottschalk von Hagenest mit der Leitung der Abtei betraut (providiert).
Das Siegel des Abtes war rund und hatte einen Durchmesser von 30 mm. Es zeigt in einem länglichen Vierpass die heraldisch nach links gewendete Figur des Apostels Jakob, erkennbar an Hut und Mantel, an der Muschel in seiner linken und einem Pilgerstab in der rechten Hand. Unterhalb dieser Figur und innerhalb des Vierpasses ist das Wappen des Klosters. Es zeigt gekreuzt einen Schlüssel und einen Abtsstab. Die Umschrift lautet s(igillum) · conradi · abbatis · pygauien(sis).
1415/16 nahm Konrad von Pegau am Konzil von Konstanz teil, wo er sich durch seine Gelehrsamkeit und seinen Reformeifer auszeichnete. Papst Martin V. übertrug ihm am 9. Mai 1418 die Abtei St. Gallen nach der Absetzung des Abts Heinrich von Gundelfingen, der wegen fehlender Reformen in Ungnade gefallen war.
Konrad von Pegau bat jedoch bald darauf den Papst wieder um Befreiung von der Aufgabe der Verwaltung der Abtei. Die Zustände in St. Gallen waren zu entmutigend, insbesondere weil eben noch ein Brand dort gewütet hatte. Der Papst gewährte die Bitte und teilte dies am 15. März 1419 den Vasallen des Stiftes gleichzeitig mit der Ernennung des Nachfolgers Heinrich von Mansdorf mit. Zehn Monate dauerte die Regierungszeit Konrads; er wurde ein einziges Mal als Abt urkundlich erwähnt – am 23. Januar 1419. Er kehrte als Abt zurück in sein Stammkloster in Pegau. Im Sommersemester 1420 wurde Konrad an der Universität Leipzig immatrikuliert.
Konrad III. von Pegau starb an einem unbekannten Tag, wahrscheinlich in den ersten Wochen des Jahres 1423. Sein Nachfolger Konrad IV. von Pegau wurde am 10. März 1423 providiert.